# Ein Logo für Menschenrechte
Das Logo für Menschenrechte entstand aus der 2010 gegründeten, internationalen Initiative Ein Logo für Menschenrechte. Ziel war die Schaffung eines international anerkannten Logos zur Unterstützung der globalen Menschenrechtsbewegung.

Das universelle Logo für Menschenrechte

## Das Gewinnerlogo
Das Gewinnerlogo stammt von Predrag Stakić aus Serbien und verbindet die Silhouette einer offenen Hand mit der eines Vogels (Friedenstaube). Es soll als friedlicher Beitrag zur Stärkung der Menschenrechte verstanden werden und als solcher über alle Kultur- und Sprachengrenzen hinweg Verbreitung finden.

## Ablauf

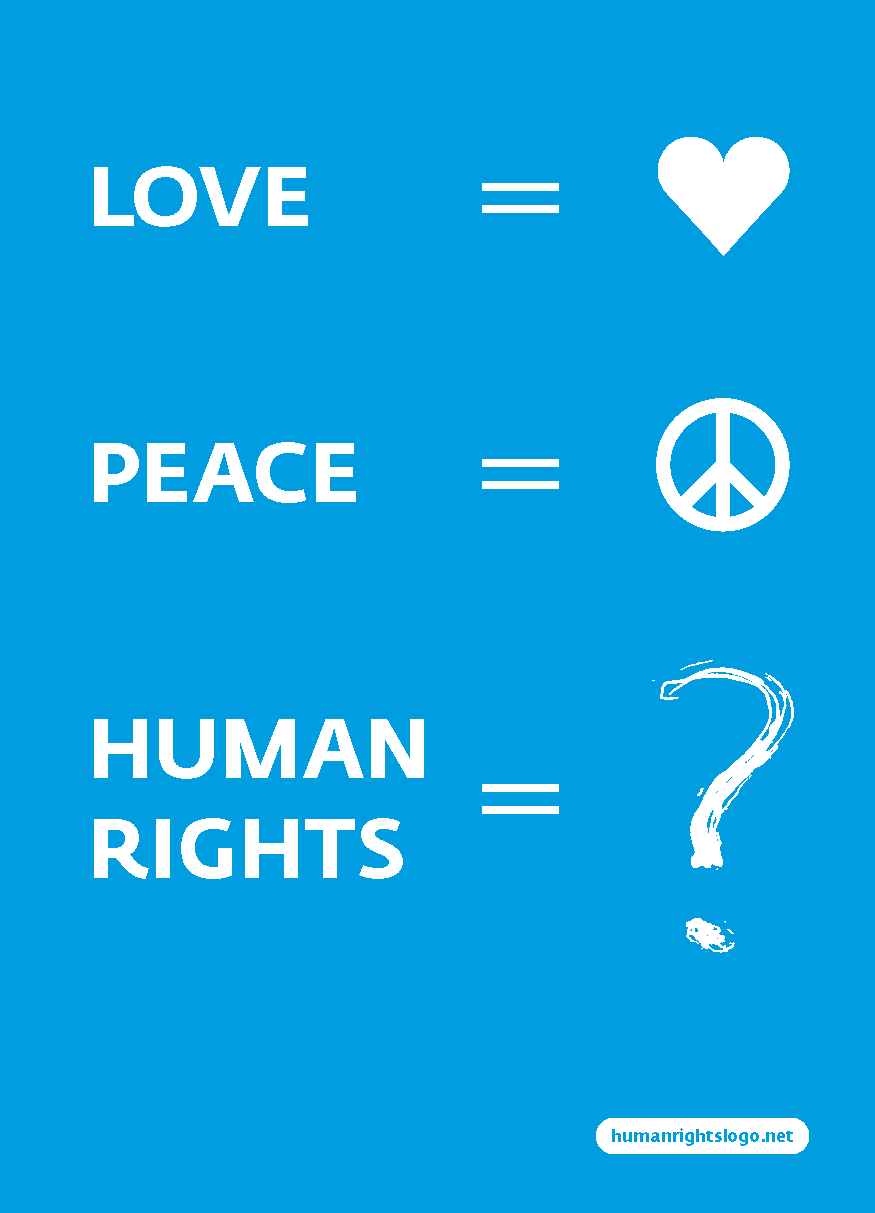
Ein Logo für Menschenrechte (Flyer)

Die Vorstellung der Initiative in Deutschland am 3. Mai 2011 wurde von Michael Mittermeier moderiert. Darüber hinaus waren Waris Dirie, Erik Spiekermann und Bundesaußenminister Guido Westerwelle anwesend.
Im Vordergrund der Initiative stand die weltweite Akzeptanz des Logos durch Partizipation und Legitimation. Deswegen konnten über einen Internet-Wettbewerb ab dem 3. Mai 2011 (Welttag der Pressefreiheit) Vorschläge für ein Logo eingereicht werden. Aus über 15.300 Vorschlägen aus mehr als 190 Ländern bestimmte eine Jury ab Juli 2011 die besten Zehn. Aus diesen zehn Logos fand im Internet zwischen dem 27. August und 17. September 2011 die Wahl des Gewinnerlogos statt.
Der Wettbewerb endete am 23. September 2011.

## Präsentation des Gewinnerlogos
Die Präsentation des Gewinnerlogos fand am 23. September 2011 am Rande der UN-Generalversammlung in New York statt und wurde vom ehemaligen Chefredakteur des Times-Magazine, Michael Elliott, moderiert.
Die Journalistin Ann Curry, der deutsche Außenminister Guido Westerwelle sowie die Menschenrechtsaktivisten Carolyn Gomes aus Jamaika und Angelina Atyam aus Uganda betonten in ihren Wortbeiträgen die Wichtigkeit eines universellen Symbols im weltweiten Kampf für die Menschenrechte. Einen musikalischen Beitrag gab es von Jessye Norman. Der Siegerentwurf stammt vom 33-jährigen Grafikdesigner Predrag Stakic aus Belgrad.

## Präsentation im Auswärtigen Amt
Im Innenhof des Auswärtigen Amtes in Berlin steht seit 2015 ein Buddy Bär, der auf die Human Rights hinweist. Auf der Vorderseite ist das Logo und das Wort „Menschenrechte“ in sieben Sprachen künstlerisch umgesetzt, gestaltet von der Fünfwerken Design AG. Auf der Rückseite des Bären wird auf Art. 1 der UN-Menschenrechtscharta verwiesen: „All human beings are born free and equal in dignity and rights. They are endowed with reason and conscience and should act towards one another in a spirit of brotherhood.“

## Jurymitglieder
Zu den Mitgliedern gehörten unter anderem:
- Ai Weiwei (Konzeptkünstler und Menschenrechtsaktivist)
- Angelina Acheng Atyam (Preisträgerin Menschenrechtspreis der Vereinten Nationen)
- Aung San Suu Kyi (Friedensnobelpreisträgerin)
- Waris Dirie (Model und Aktivistin u. a. gegen Genitalverstümmelung)
- Shirin Ebadi (Friedensnobelpreisträgerin)
- Roland Emmerich (Filmregisseur und Produzent)
- Carolyn Gomes (Menschenrechtlerin und Kinderärztin)
- Michail Gorbatschow (Friedensnobelpreisträger)
- Mukhtar Mai (Menschenrechtsaktivistin)
- Prinzessin Basma bint Talal (Jordanische Prinzessin und Menschenrechtsaktivistin)
- Somaly Mam (Frauenrechtsaktivistin)
- Juanes (Sänger und Friedensaktivist)
- Navanethem Pillay (Hohe Kommissarin der Vereinten Nationen für Menschenrechte) (UNHCHR)
- Paikiasothi Saravanamuttu (Menschenrechtsaktivistin)
- Jimmy Wales (Gründer der Enzyklopädie Wikipedia)
- Muhammad Yunus (Friedensnobelpreisträger)

Außerdem waren die Außenminister von Bosnien und Herzegowina, Chile, Deutschland, Kanada, Mauritius, Senegal, Singapur, Tschechien und Uruguay als Paten an der Schaffung einer Plattform für die Initiative beteiligt.